# Stenoma infusa
Stenoma infusa es una especie de polilla del género Stenoma, orden Lepidoptera.
Fue descrita científicamente por Meyrick en 1916

## Distribución
Se distribuye por Guayana Francesa.